# Lawrence Tynes
Lawrence James Henry Tynes (Greenock, 3 maggio 1978) è un ex giocatore di football americano scozzese che ha militato nel ruolo di placekicker nella National Football League (NFL). Al college giocò a football alla Troy University.

## Carriera professionistica
Settimo giocatore scozzese della storia della NFL, Tynes non fu scelto nel Draft NFL 2001 e successivamente firmò coi Kansas City Chiefs. Dopo quattro stagioni fu scambiato coi Giants nel 2007.Nella sua prima stagione a New York calciò il field goal della vittoria ai supplementari contro i Green Bay Packers nella finale della NFC del 2007, qualificando i Giants per il Super Bowl XLII, vinto a sorpresa contro i New England Patriots. Quattro anni dopo, sempre nella finale della NFC, questa volta contro i San Francisco 49ers, segnò nuovamente il field goal della vittoria ai supplementari, portando i Giants al Super Bowl XLVI, vinto ancora contro i Patriots.
Tynes è l'unico giocatore della storia ad aver segnato due field goal vincenti nei tempi supplementari di gare di playoff. Detiene inoltre il record per il più lungo field goal (47 yard) segnato nella storia del Lambeau Field in una gara di playoff.
Dopo l'infortunio occorso a Connor Barth che lo tenne fuori dai campi di gioco per tutta la stagione 2013, Tynes firmò con i Tampa Buccaneers il 17 luglio 2013. Con essi disputò l'ultima stagione della carriera.

## Palmarès
- Super Bowl : 2

New York Giants: XLII, XLVI
- National Football Conference Championship: 2

New York Giants: 2007, 2011

## Statistiche
| Field goal segnati   | 190   |
| Field goal tentati   | 233   |
| Percentuale          | 81,5% |
| Field goal più lungo | 53    |

Statistiche aggiornate alla stagione 2012